# Daifuku
Daifuku (Daifuku Co., Ltd.) — японская машиностроительная компания, специализирующаяся на автоматизированных системах транспортировки для сборочных производств и сферы логистики. Основана в 1937 года в городе Осаке (Япония). По состоянию на 2017 год является самым крупным разработчиком и поставщиком автоматизированных систем для транспортировки материалов, товаров и багажа.

## Происхождение названия
Изначально при основании называлась Sakaguchi Kikai Seisakusho Ltd., в 1944 году переименована в Kanematsu Kiko, в 1947 году в Daifuku Machinery Works Co., Ltd.. Современно название Daifuku Co., Ltd. используется с 1984 года.
Название состоит из двух частей: Dai — является одним из прочтений иероглифа 大 и отсылает к городу Осаке (яп. 大阪市), fuku — отсылает к городу Фукутиямe, где располагалась вторая производственная площадка.